# Копетон колумбійський
Копето́н колумбійський (Myiarchus apicalis) — вид горобцеподібних птахів родини тиранових (Tyrannidae). Ендемік Колумбії.

## Опис
Довжина птаха становить 18-19 см. Виду не притаманний статевий диморфізм. Верхня частина тіла сірувато-оливкова, крила темні з білуватими крами пер. Тім'я коричнево-оливкове, горло і груди світло-сірі, живіт жовтуватий. Хвіст темний, нижня сторона сірувато-оливкова. Кінчики рульових пер білі.

## Поширення і екологія
Колумбійські копетони живуть в сухих тропічних лісах, рідколіссях і чагарникових заростях Колумбії на висоті від 400 до 2500 м над рівнем моря. Мешкають в долинах річок Магдалена, Каука, Патья і Дагуа.